# Чаупар

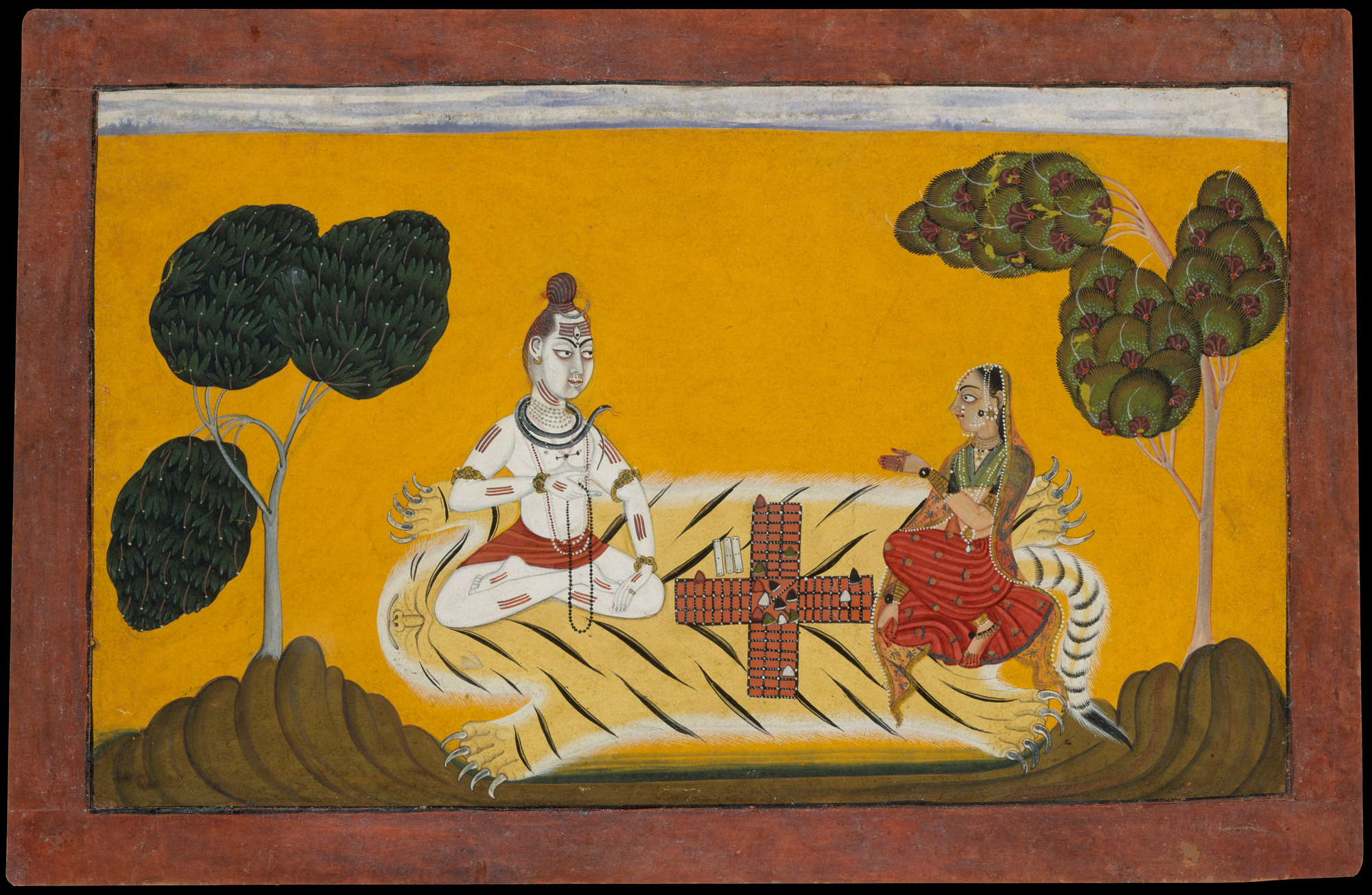
Индийские божества Шива и Парвати играют в чаупар

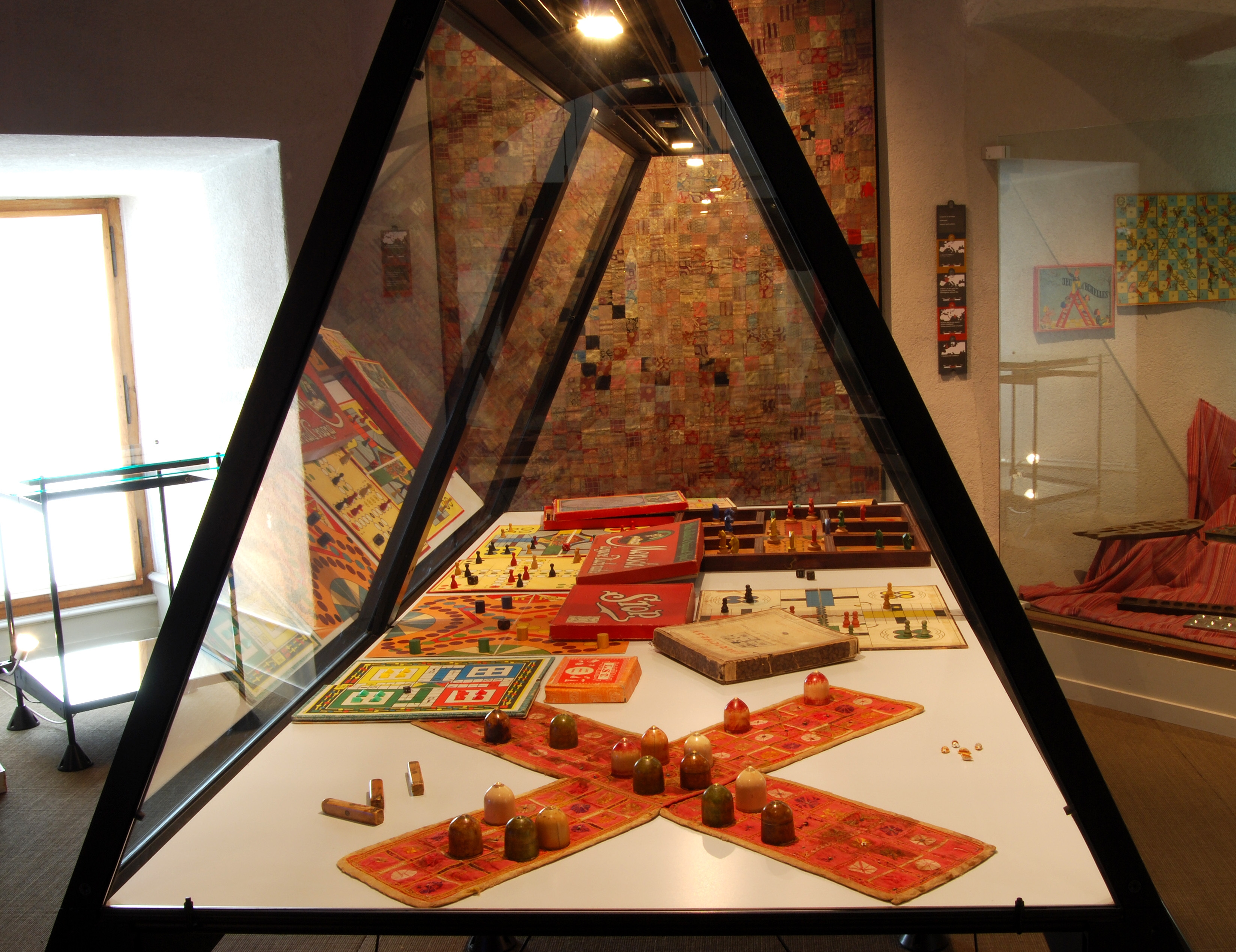
Доски для чаупара в швейцарском музее

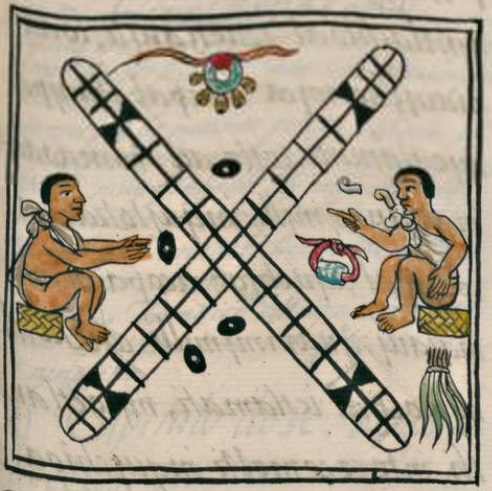
Игра патолли

Чаупар (चौपर) — традиционная индийская семейная игра, очень похожая на пачиси. Является представителем игр типа «крест и круг». Игра ведётся с помощью фишек и игральных костей на специальном поле, изображающем Храм и четыре дороги к нему. Цель игры — раньше соперников привести все свои фишки в центральный квадрат.
В настоящее время существуют игры с похожими правилами и полем. Пачиси, Парчизи, Паркес, Парчис, Лудо, Патолли, Чопат, Чаупур (Chaupur), а также Пат (पत на санскрите) — вот лишь некоторые из них.

## История чаупара
По одной из версий чаупар возник в IV веке н. э.
Похожая на чаупар игра под названием патоли (Patolli) существовала у американских индейцев в Теотиуакане, у толтеков, у индейцев майя и ацтеков. Американские индейцы и в наше время играют в эту игру.

## Игроки
Играют вдвоём или вчетвером (обычно двумя командами). У каждого игрока четыре фишки одного цвета. У одной команды фишки чёрного и жёлтого цвета, у другой — красного и зелёного. Фишки расставляются по рукавам доски в следующем порядке (по часовой стрелке): жёлтые, чёрные, зелёные и красные. Таким образом, члены каждой команды сидят рядом, а не напротив друг друга.

## Доска
Доской обычно служит расшитая ткань в форме креста. В центре располагается большая клетка, называемая чаркони, которая является конечным пунктом для фишек. Каждый из четырёх рукавов делится на три столбика, по восемь клеток в каждом. Фишки ходят по внешнему периметру доски (по 17 клеток на каждом рукаве) против часовой стрелки прежде чем войти в свой домашний столбец (центральный столбец рукава, возле которого сидит игрок).

## Кости
В чаупар играют с помощью трёх длинных костей с разметкой граней 1,2,5,6 или с помощью двух костей с разметкой 1,3,4,6. Каждый бросок костей может быть распределён между фишками игрока. К примеру, при игре с тремя костями игрок может походить тремя фишками, или же сложить значения двух или всех трёх костей и походить двумя или одной фишкой соответственно.
Передача партнёру очков, выпавших на всех или нескольких костях, разрешается только в том случае, если игрок не имеет возможности ходить своими фишками. Добровольный пропуск хода не допускается.

## Супер-фишки
Фишки могут превращаться в суперфишки: если две фишки одного цвета оказались на одной клетке — они объединяются и в дальнейшем ими ходят как одной фишкой. Таким образом можно создавать и тройные, и четверные фишки. Двойная фишка может быть сбита только двойной, тройной или четверной фишкой, тройная — тройной или четверной, а четверная — только четверной фишкой.

## Сбивание
Если ход фишки оканчивается на клетке, занятой фишкой другого цвета — последняя сбивается и ставится в чаркони, откуда ей придётся путешествовать заново, начиная с клетки 1 (клетка в домашнем столбце игрока, прилегающая к чаркони).

## Выигрыш
Выигрывает команда, первой заведшая все свои фишки в дом. Жёлтые фишки можно заводить в дом только после того, как заведены все чёрные, а зелёные — после того, как заведены все красные. В случае, если каждый игрок играет сам за себя, выигрывает тот, кто первым завёл в дом все фишки. Завести фишку в дом можно только выбросив точное количество очков.

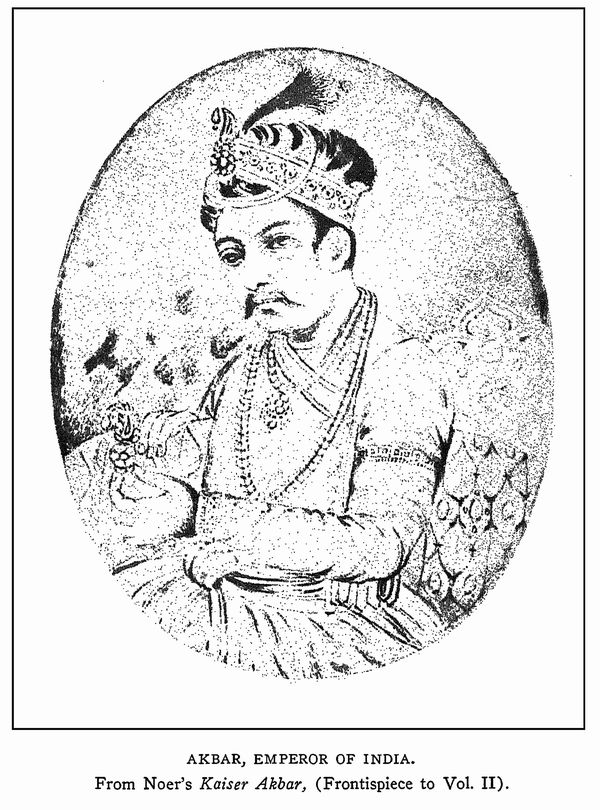
Портрет Акбара Великого